# Åsa Herbst
Åsa Karla Marie Herbst, född 14 april 1954 i Loshults församling i Kristianstads län, var moderat kommunalråd i Ängelholms kommun mellan 2006 och 2014.
Åsa Herbst har arbetat med utbildning och driver även ett eget företag inom utbildning, men valde att sälja sitt utbildningsföretag Modina för att arbeta som kommunalråd.